# Esmolol
El esmolol es un medicamento bloqueador de los receptores β1 cardioselectivo, es decir que sus acciones son específicas en el corazón. El esmolol tiene una acción rápida pero de corta duración y, a dosis terapéuticas, no tiene actividad simpaticomimética de importancia ni actividad estabilizadora de membranas. El esmolol disminuye la fuerza y velocidad de contracción cardíaca bloqueando los receptores del sistema nervioso simpático encontrados en el corazón y otros órganos del cuerpo. De modo que el esmolol previene la acción de dos compuestos naturales, la adrenalina y la noradrenalina.

## Farmacocinética y farmacodinamia
El esmolol es un β-bloqueante selectivo que se administra como terapia intravenosa de manera lenta. Se usa a menudo en cirugía para prevenir o tratar la taquicardia, así como para el tratamiento de la taquicardia supraventricular aguda. El esmolol es el medicamento de preferencia cuando se sospecha en un paciente una disección aórtica. También tiene un uso útil en situaciones en las que es conveniente el bloqueo adrenérgico B inmediato, como el control de la frecuencia de fibrilación auricular de conducción rápida.
El esmolol se hidroliza rápidamente por esterasas en el citoplasma de hematíes. Las colinesterasas plasmáticas y la acetilcolinesterasa en la membrana celular de los glóbulos rojos no actúan sobre este medicamento. Este tipo de metabolismo resulta en la formación de ácido libre y metanol; la cantidad de metanol que se produce es muy similar a la producción endógena de metanol. Tiene una cifra de eliminación desde la sangre de 11.9 L/minutos, mayor que el gasto cardíaco (aproximadamente 5.3 L/minutos), porque el fármaco se metaboliza de manera eficaz con las esterasas.
El esmolol tiene una vida media de aproximadamente 9 minutos, es por ello que los efectos adversos debidos al bloqueo β adrenérgico en caso de que se presenten, desaparecen rápido cuando se suspende su uso.

### Interacciones medicamentosas
Debe tenerse precaución el uso combinado de este fármaco con dronedarona o verapamilo, pues implica una mayor exposición al betabloqueante y, por tanto, una mayor incidencia de bradicardia.
En administración conjunta con digoxina aumenta los niveles de esta entre 10 al 20% sin alterar las concentraciones de esmolol.

## Uso clínico

### Indicaciones
Además de estar indicado en el tratamiento a corto plazo de taquicardias, aleteo auricular y taquicardia sinusal; también es de utilidad en la taquicardia e hipertensión producidas durante la inducción e intubación traqueal, durante una cirugía, en emergencias de anestesia o en el periodo postoperatorio si está indicado.

### Contraindicaciones
En pacientes con bradicardia sinusal grave ( menos de 50 pulsaciones por minuto), bloqueo cardiaco de primer grado o falla cardiaca manifiesta, se debe disminuir o suspender su dosis si es que aparecen signos de hipotensión (PAS <90 mmHg, cefalea, mareos y diaforesis) o ataque cardiaco inminente. Asimismo en personas que padezcan hipertensión pulmonar, crisis asmática aguda o acidosis metabólica.

### Efectos adversos
Los efectos adversos más frecuentes incluyen hipotensión, bradicardia, anorexia, parestesia, somnolencia, ansiedad, alteración de la atención y en menor medida insuficiencia cardiaca, trastornos en la glucemia y broncoespasmos.

### Restricciones de uso
A pesar de que hay una mínima cantidad de datos proporcionados por estudios acerca del uso de esmolol en mujeres embarazadas, en estudios con animales se ha presentado toxicidad reproductiva, por esta razón debe evitarse el empleo de este medicamento durante el embarazo y la lactancia ( debido a que se desconoce si el fármaco o sus metabolitos se excreten en la leche materna).

### Forma farmacéutica
Se encuentra como solución inyectable y se administra por infusión intravenosa.
Por razón de presentaciones similares de diferentes concentraciones del esmolol inyectable, se ha incurrido en errores de medicación, algunos incidentes con resultados fatales.